# Nahija
Nahija (arabsko ناحية, nahiat, turško nahiye) je bila upravna enota Osmanskega cesarstva, manjša od kaze. Na čelu nahije je bil mütesellim (guverner), katerega je imenoval paša.
Kaza je bila upravna podenota sandžaka,  ki je običajno obsegala mesto z okoliškimi vasmi. Kaze so bile razdeljene na nahije, katere so upravljali müdüri, in vasi (karye), ki so jih upravljali muhtarji. Po reformi državne uprave leta 1871 so postale nahije, ki so jih še vedno upravljali müdürji, vmesna stopnja med kazo in vasjo.

## Zapuščina
Nahije (srbsko нахија, nahija)  sta od Osmanskega cesarstva privzeli  Kneževina Srbija (1817–1833),  Kneževina Črna gora (1852–1910).